# لورا مارينو
لورا مارينو (بالفرنسية: Laura Marino)‏ هي غطاسة فرنسية، ولدت في 2 يوليو 1993 في ليون في فرنسا.

## وصلات خارجية
- لورا مارينو على موقع الاتحاد الدولي للسباحة (الإنجليزية)
- لورا مارينو على موقع قاعدة بيانات الغوص IAT (الألمانية)
- لورا مارينو على موقع اللجنة الأولمبية الدولية (الإنجليزية)
- لورا مارينو على موقع أوليمبيديا (الإنجليزية)
- لورا مارينو على موقع اللجنة الأولمبية الفرنسية (مؤرشف) (الفرنسية)